# Старокримське водосховище
Старокримське водосховище (крим. Eski Qırım yapma gölü) — водосховище в Україні, розташоване в басейні річки Чурюк-Су.
Розташоване в Кримських передгір'ях на висоті 220 м над рівнем моря. Крім Чурюк-Су, його живлять також р. Бакатал (Монастирська) і води, що надходять по Бакаташській балці. У місці ж впадання Монастирської в Чурюк-Су, трохи на схід від міста Старий Крим, у 1957 році русло було перекрито 507 метровою греблею, висотою 24,65 м. Максимальний об'єм нового водосховище склав 3,15 млн м³; довжина його берегової лінії становить 3,7 км; площа водного дзеркала — 0,43 км².
Втім, через маловодність Чурюк-Су і швидке зростання населення в другій половині ХХ століття, реальний обсяг води у водосховищі в літній час складає лише 23-25 % від максимального, і це при тому що, починаючи з травня, щодоби п'ять насосних станцій закачують в нього 12 тис. кубометрів дніпровської води з ділянки Північно-Кримського каналу, розташованої на відстані 32 кілометрів.
У 1977—1981 роках водосховище було реконструйовано БМУ-91 під керуванням «Кримканалбуд». Гребля водосховища потребує постійного спостереження через небезпеку селей.